# Kaitajärvi (sjö i Finland, Lappland, lat 67,07, long 25,65)
Kaitajärvi är en sjö i Finland. Den ligger i kommunen Rovaniemi i landskapet Lappland, i den norra delen av landet, 800 km norr om huvudstaden Helsingfors. Kaitajärvi ligger 185,6 meter över havet. Den är 16,55 meter djup. Arean är 93,9 hektar och strandlinjen är 5,73 kilometer lång. Sjön  ingår i Kemi älvs huvudavrinningsområde. 